# Candida silvae
Candida silvae är en svampart som beskrevs av Vidal-Leir. & Uden 1963. Candida silvae ingår i släktet Candida, ordningen Saccharomycetales, klassen Saccharomycetes, divisionen sporsäcksvampar och riket svampar.   Inga underarter finns listade i Catalogue of Life.